# شریان ایلیاک داخلی
سرخرگ تهیگاهی درونی یا شریان ایلیاک داخلی (به انگلیسی: Internal iliac artery) سرخرگ بزرگی است که در هر طرف از تقسیم سرخرگ تهیگاهی مشترک به دو سرخرگ تهیگاهی بیرونی و درونی تشکیل می‌شود. به سرخرگ تهیگاهی درونی، سرخرگ زیرشکمی (هیپوگاستریک) هم گفته‌اند.

## شاخه‌ها
این سرخرگ‌ها معمولاً به دو شاخه قدامی و خلفی تقسیم می‌شود. شاخه‌های قسمت خلفی عبارتند از: سرخرگ‌های تهیگاهی ـ کمری، ساکرال خارجی و سرینی بالائی (گلوتئال فوقانی)
شریان‌های منشعب از شاخه قدامی عباتند از: سرخرگ سدادی (obturator)، سرینی پائینی (گلوتئال تحتانی)، نافی، پیشابدانی پائینی (inferior vesical)، زهدانی (unterine)، راست‌روده‌ای میانی (middle rectal)، و شرمگاهی داخلی (internal pudendal)
سرخرگ تهیگاهی درونی شاخه‌ای از سرخرگ تهیگاهی مشترک بوده و در داخلی لگن به شاخه‌های متعدد قدامی و خلفی تقسیم می‌شود؛ که یکی از آنها سرخرگ رحمی است. سرخرگ رحمی پس از جدا شدن از سرخرگ تهیگاهی درونی در داخل رباط پهن زهدان طی مسیر می‌کند. از مجاورات بسیار مهم سرخرگ رحمی، میزنای (حالب) است و درست قبل از رسیدن سرخرگ رحمی به رحم، میزنای از زیر سرخرگ رحمی گذشته و به مثانه متصل می‌شود. سرخرگ رحمی در نزدیکی ایسم رحم به دو شاخه نزولی و صعودی تقسیم می‌شود. شاخه صعودی، رحم و لوله‌های رحمی را تغذیه می‌کند و شاخه نزولی (سرویکال) با سرخرگ مهبلی آناستوموز می‌دهد.
علاوه بر سرخرگ‌های تخمدانی و زیرشکمی، لگن دارای گردش خون جانبی (فرعی) نیز بوده و شاخه‌هایی از آئورت، سرخرگ تهیگاهی بیرونی و سرخرگ رانی نیز دریافت می‌کند و به همین دلیل در خونریزی‌های رحمی بستن سرخرگ تهیگاهی درونی و حتی تخمدانی باعت قطع کامل جریان خون لگن نمی‌شود، بلکه فقط فشار نبض شریانی در لگن کاهش می‌یابد و این مسئله باعث کنترل و توقف خونریزی می‌شود.
پراکندگی خونرسانی: دیواره و احشاء لگن، کفل، اندام‌های تناسلی و در طرف داخلی ران پایان می‌یابد.